# Южноамериканская килевая черепаха
Южноамериканская килевая черепаха (Rhinoclemmys punctularia) — вид черепах семейства азиатских пресноводных черепах. Имеет 2 подвида.
Общая длина карапакса достигает 25,4 см. Голова маленькая. Карапакс куполообразный с килем по середине. Краевые щитки карапакса немного приподняты вверх. Плавательные перепонки на лапах не очень развиты.
Голова чёрная с рисунком из жёлтых и красных полос и пятен, точек, который раздваивается от затылка и похож на букву «Х». Полосы обычно две. Нижняя часть головы и шеи жёлтой окраски с тёмными крапинками. Челюсти жёлтые. У носа могут быть 2 светлых пятна: жёлтых или красных. Зрачок зелёный или бронзовый. Карапакс чёрного или тёмно-коричневого цвета. Пластрон красно-коричневый или чёрный с жёлтым ободком вокруг всего пластрона и каждого щитка. Перепонка жёлтого цвета с 2 большими тёмными пятнами. Конечности чёрные с жёлтыми полосами и пятнами.
Подвиды различаются своей окраской. У Rhinoclemmys punctularia punctularia жёлтая или красная полоса с обеих сторон головы, идёт сверху глаза к тимпанальному щитку, 2-3 светлых пятна на затылке и по одному светлому пятну перед глазами. У Rhinoclemmys punctularia flammigera на голове сложный радиальный рисунок, состоящий из многочисленных пятен, образующих полукруг. Также по одному светлому пятну перед глазом с каждой стороны и 2 светлых пятна на затылке.
Любит разного рода водоёмы в лесах и саваннах. Ведёт полуназемный образ жизни. Охотится как на суше, так и в воде. Часто нежится на солнце. Питается растениями, рыбой, моллюсками, ракообразными, земноводными.
Самка откладывает 1-2 продолговатых белых яйца с хрупкой скорлупой размером 52-75x30-37 мм. За сезон бывает несколько кладок.
Довольно быстро привыкают к неволе и к хозяину.
Вид распространён в бассейне реки Ориноко и нижней течение Амазонки от востока Колумбии и Венесуэлы через Гвиану, Гайаны и Суринам к северо-востоку Бразилии. Встречается также на Тринидаде.